# Mauritius Ribbele

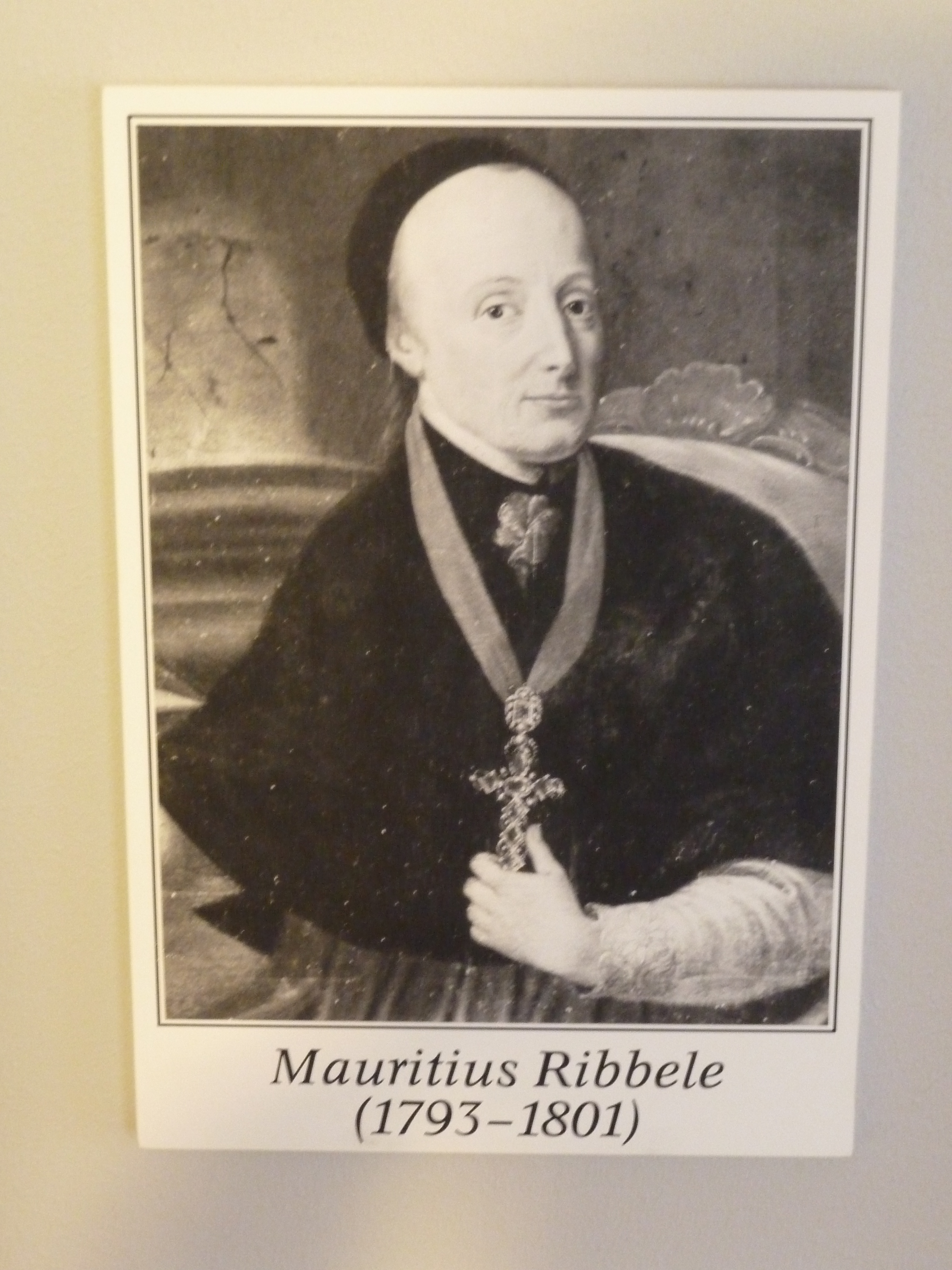
Porträt im Kreismuseum St. Blasien

Mauritius Ribbele (* 30. Juni 1740 in Wolfert; † 16. November 1801 im Kloster St. Peter auf dem Schwarzwald) war von 1793 bis 1801 Fürstabt des Klosters St. Blasien im Schwarzwald und von 1799 bis 1801 Propst in der Propstei Klingnau.

## Leben
Mauritius Ribbele stammte aus einem brabantischen Geschlecht. Er trat am 13. November 1759 in das Kloster St. Blasien ein und wurde am 22. September 1764 zum Priester geweiht. Er war unter seinem Vorgänger Martin Gerbert als Archivar und Registrator im Kloster tätig. Den Wissenschaften, besonders der Historie zugeneigt, veröffentlichte er dennoch keine diesbezüglichen Schriften, hingegen förderte er trotz französischer Invasionen die Klosterdruckerei. Am 16. Mai 1793 wurde er zum Fürstabt erwählt. Auf einer Reise nach Brixen schenkte er der Seminarbibliothek historische Werke (wohl Lagerbestände) aus der Klosterdruckerei. Er verstarb an einem Schlaganfall, als er bei Ignaz Speckle im benachbarten Kloster St. Peter weilte. Victor Keller verfasste für ihn die Trauerrede. Ein Porträtgemälde soll sich im Pfarrhaus in Oberlauchringen befunden (1890) haben.

## Wappen
Geteilt, oben ein Wasservogel (Storch?) mit ausgebreiteten Flügeln und einem Ring im Schnabel, unten in Blau ein silberner Pfahl.